# 屯門河畔公園

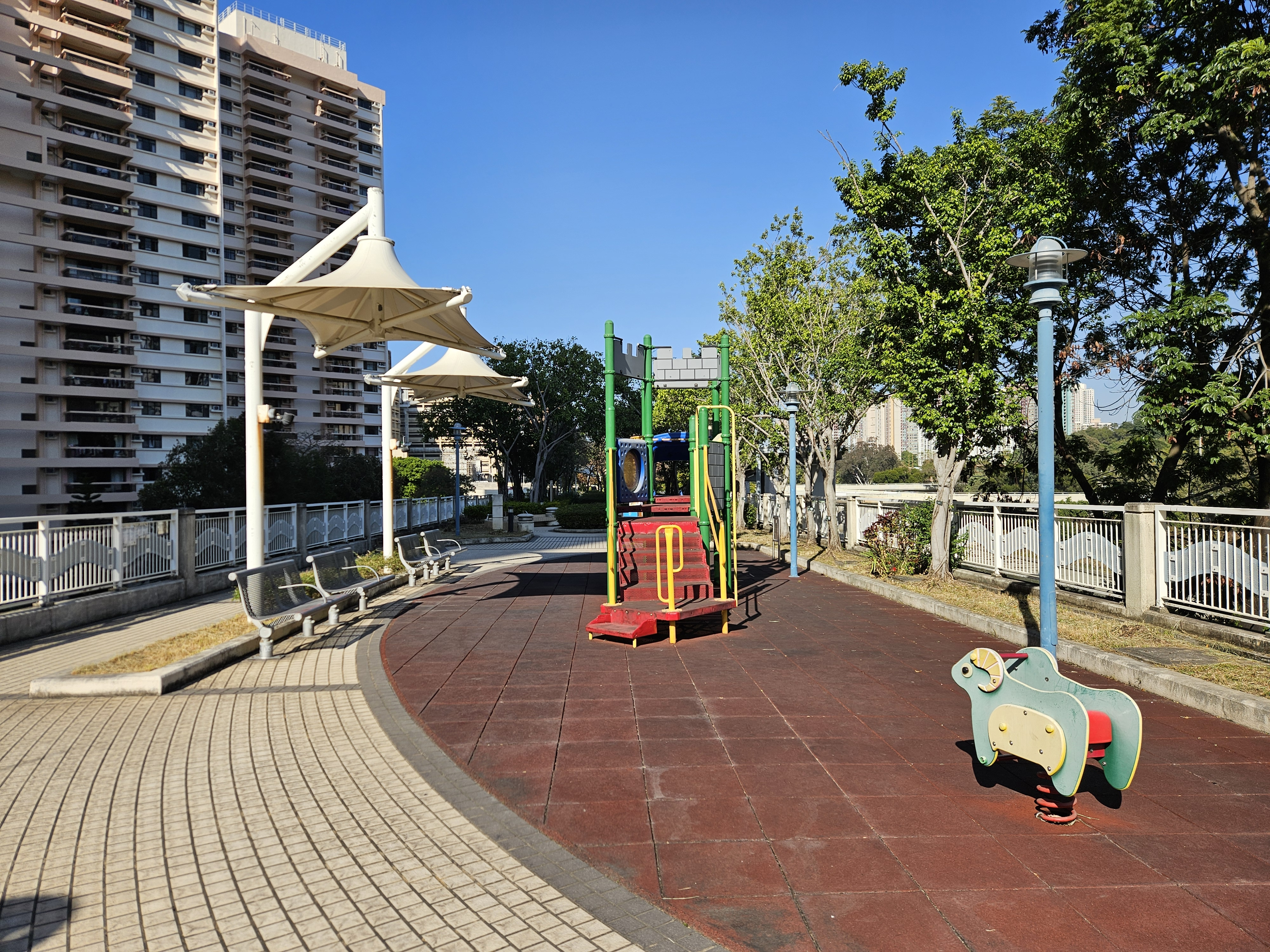
屯門河畔公園平台上的兒童遊樂場

屯門河畔公園（英語：Tuen Mun Riverside Park）是香港一個公園，位於新界屯門河畔之西岸，北起兆康苑，南至蔡意橋一帶。
屯門河畔公園原來並非現時模樣，而是建成不久即因九鐵西鐵（今屯馬綫）興建兆康站通往屯門站的地面路段及後加上平台花園而接近完全重建，於2009年落成。

## 事件
2011年8月，傳媒揭發屯門河畔公園內10支避雷針的導電銅帶被偷去，令避雷功能失效，並有可能影響附近的西鐵運作，康文署回應指機電工程署已安排重新安裝被盜的銅帶。

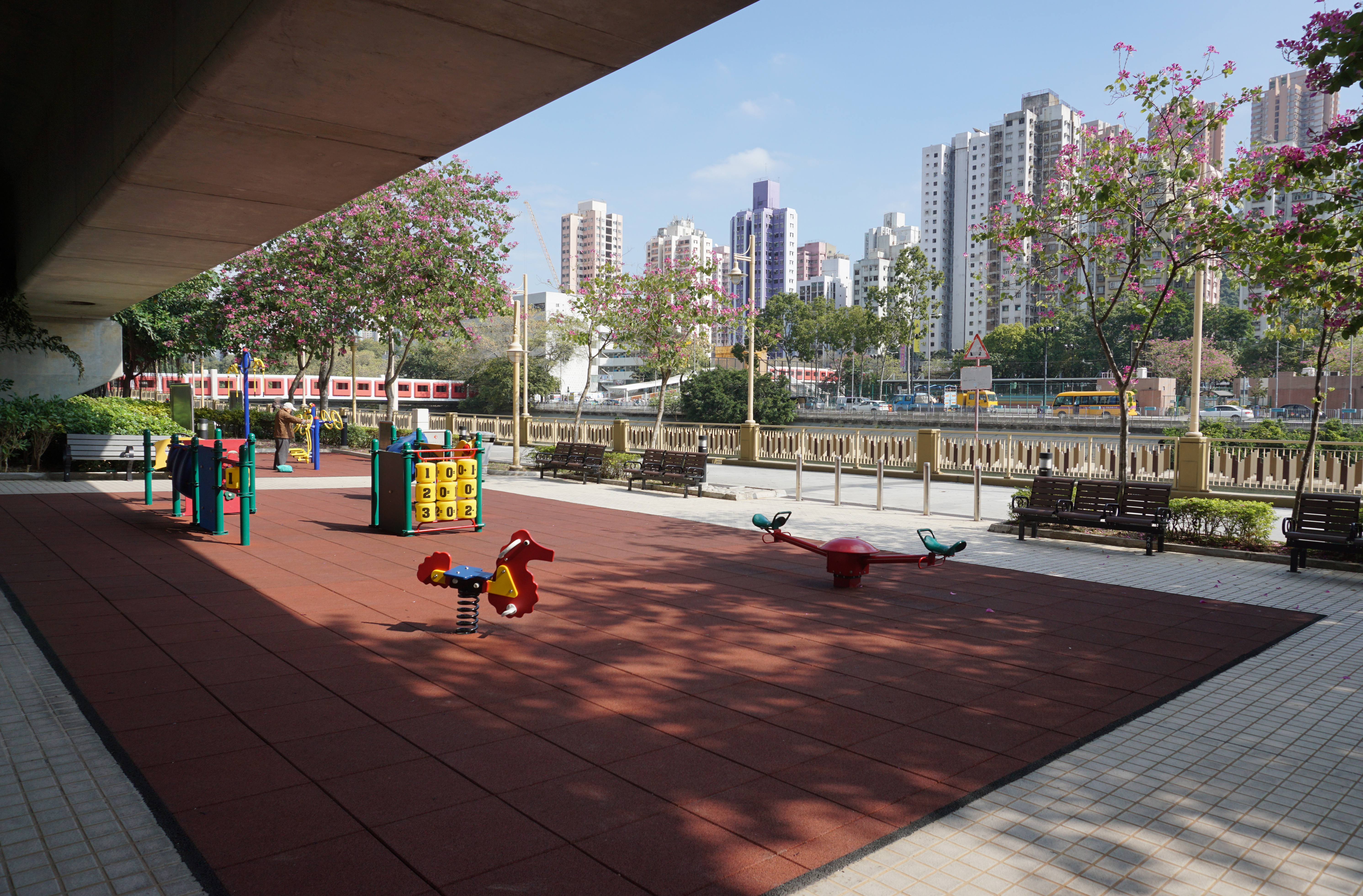
位於地面的健身區
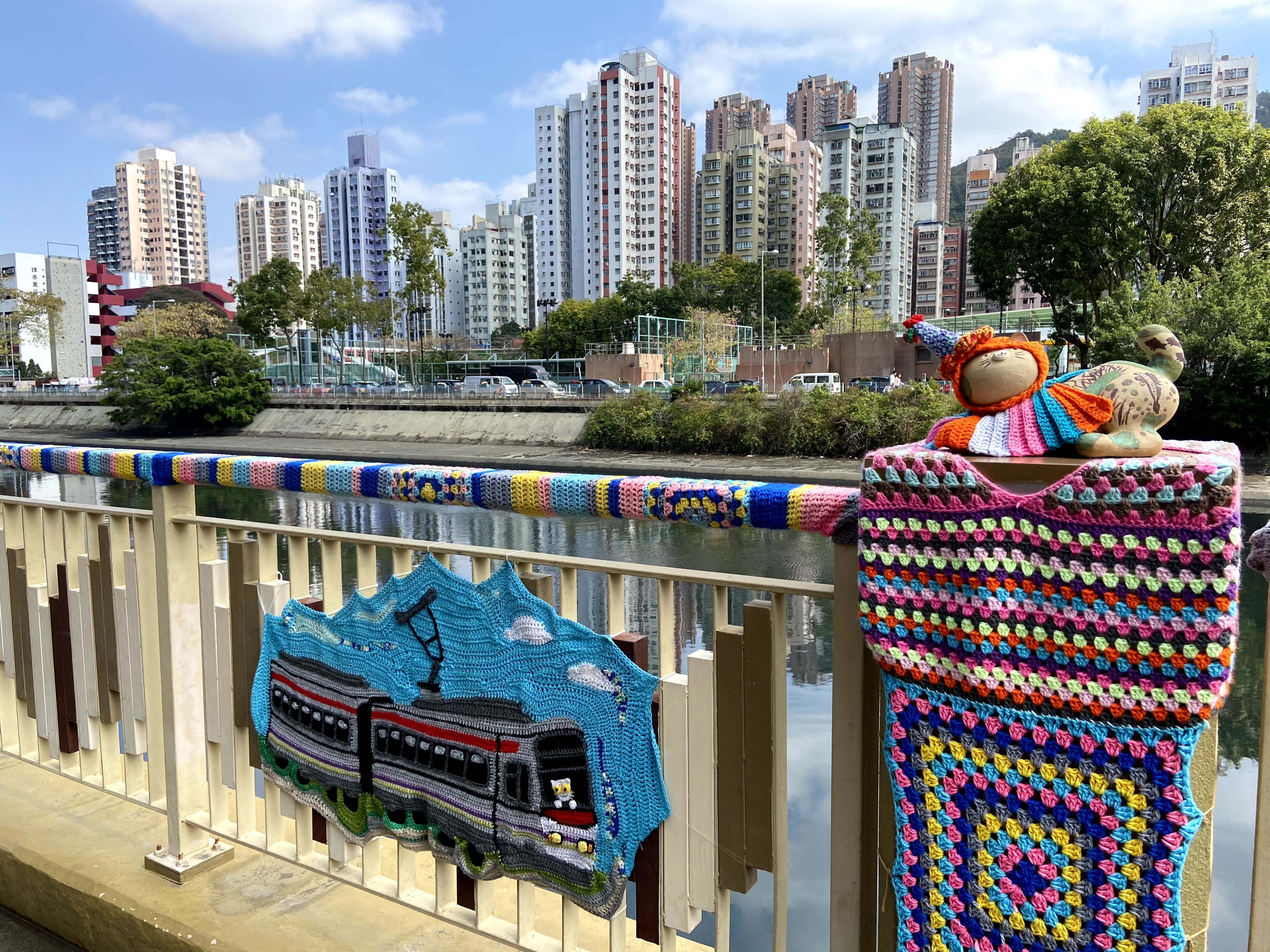
地面的藝術品擺設
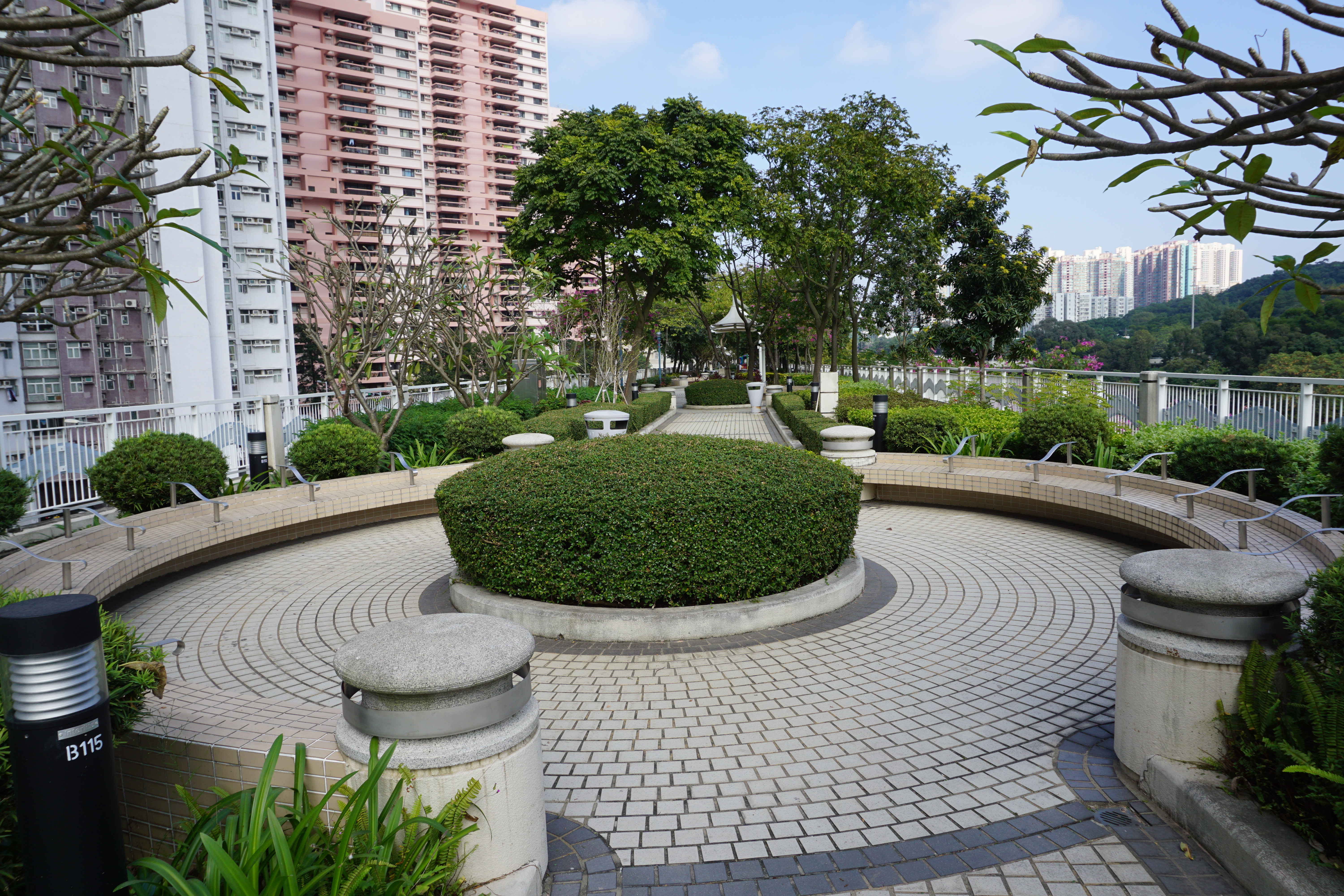
平台上的園景
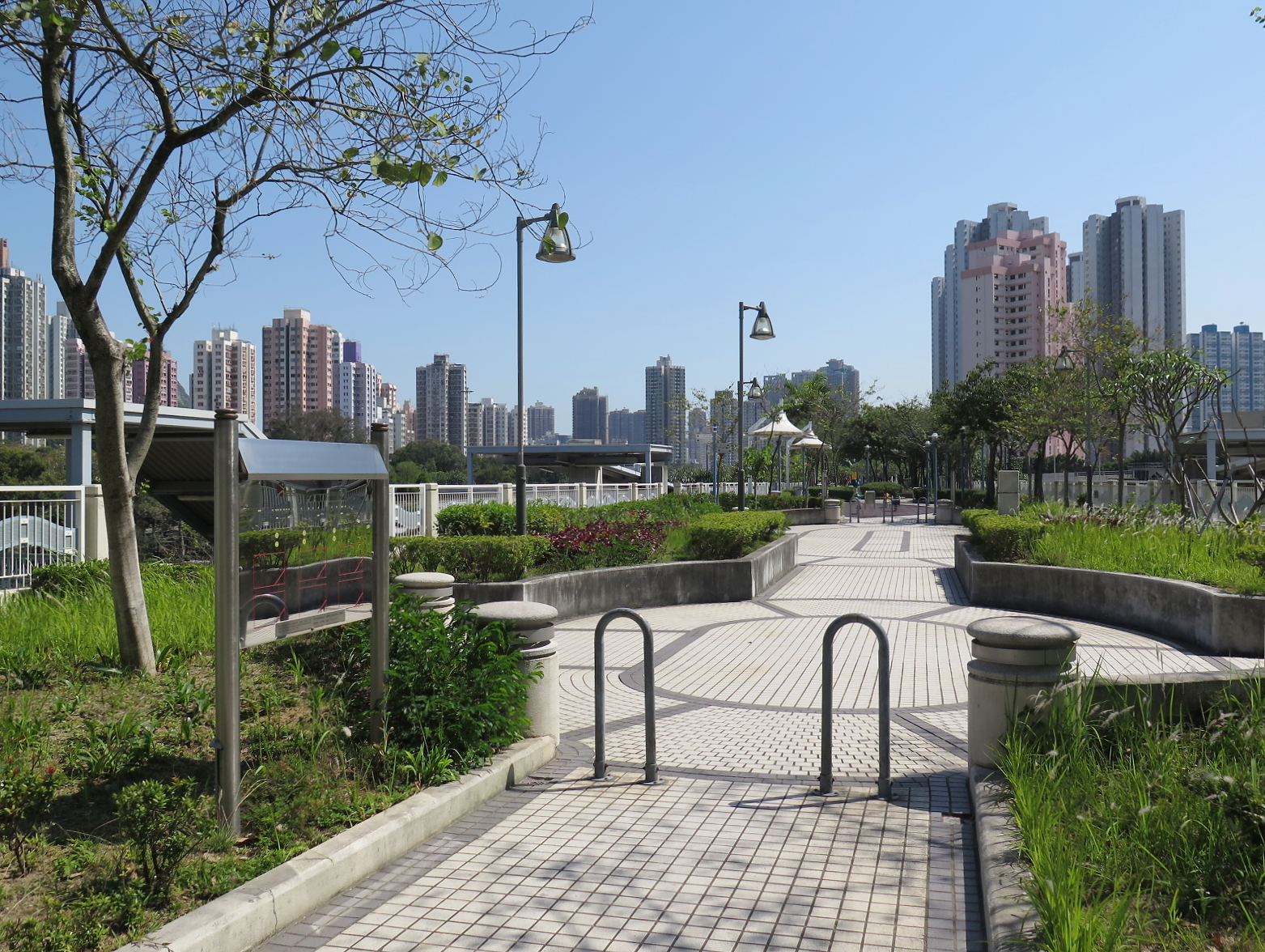
平台花園
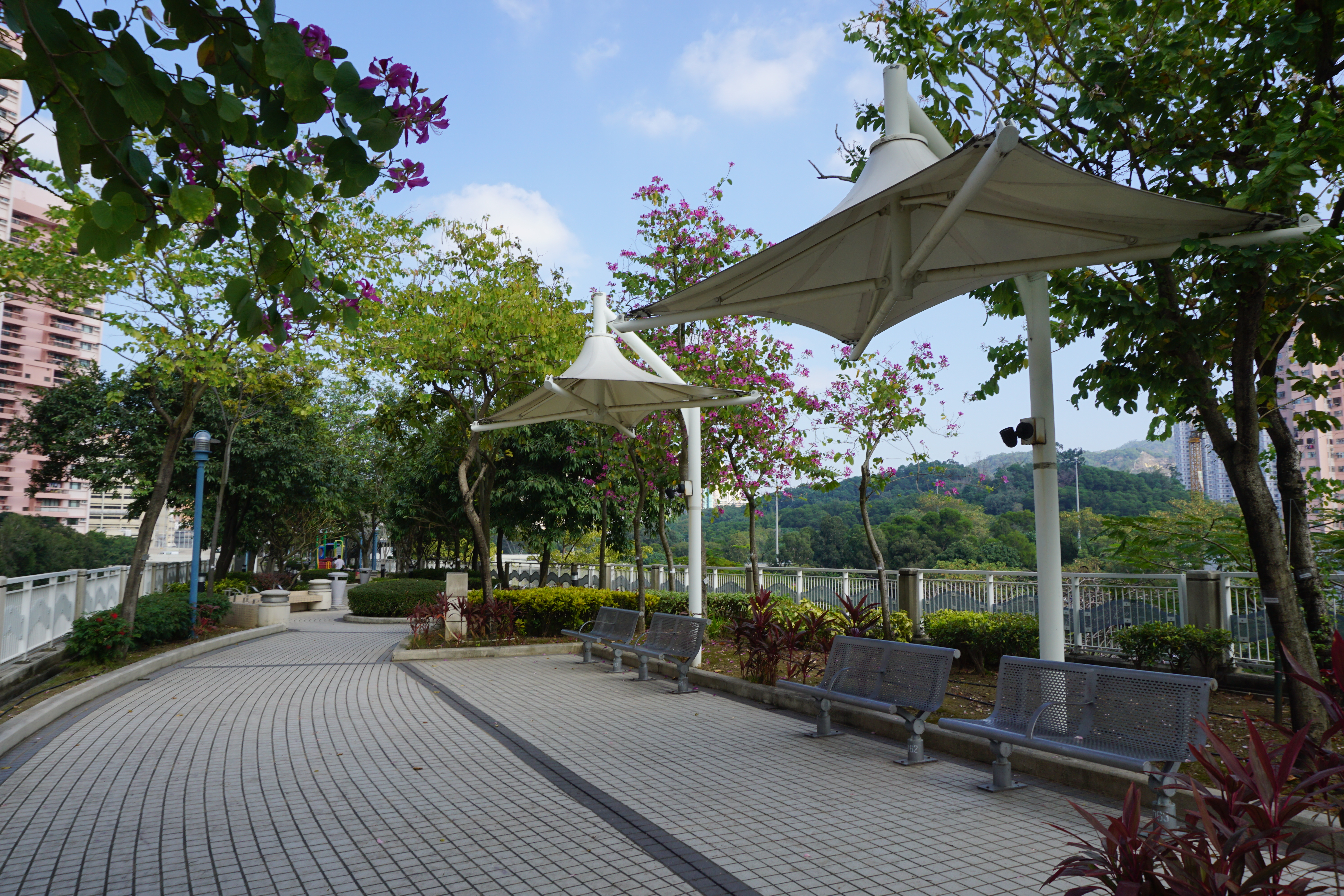
平台上的涼亭